# Karel Nocar
Karel Nocar (* 28. Februar 1977 in Pilsen, Tschechoslowakei) ist ein tschechischer Handballspieler.
Nocar, der für den französischen Spitzenverein Chambéry Savoie HB (Rückennr. 6) spielt und für die tschechische Nationalmannschaft (Rückennummer 2) aufläuft, wird meist auf Rückraum Mitte eingesetzt.

## Karriere
Karel Nocar begann in seiner Heimatstadt bei Kovopetrol Pilsen mit dem Handballspiel, wo er auch in der ersten tschechischen Liga debütierte. Dort gewann er 1998 die tschechische Meisterschaft. Im selben Jahr wechselte er zu Dukla Prag, 1999 zurück nach Pilsen – allerdings zum Stadtrivalen HSC Pilsen – und 2002 zurück zu Dukla Prag, wo er 2003 noch einmal Vizemeister wurde. Daraufhin wurde er vom französischen Topclub Chambéry Savoie HB unter Vertrag genommen. Dort wurde er 2006 französischer Vizemeister und zog 2005 ins Finale des französischen Pokals ein.
Karel Nocar hat bisher 182 Länderspiele für die tschechische Nationalmannschaft bestritten. Mit Tschechien nahm er an der Handball-Weltmeisterschaft der Männer 2007 in Deutschland teil, belegte aber nur den 12. Platz. Bei der Handball-Europameisterschaft 2008 in Norwegen schied er mit seinem Land sogar bereits nach der Vorrunde aus.